# Lady Snowblood (manga)
Lady Snowblood (修羅雪姫?, Shurayuki-hime) è un manga scritto da Kazuo Koike e disegnato da Kazuo Kamimura, pubblicato dal 1972 al 1973 sulla rivista Weekly Playboy di Shūeisha. L'edizione italiana è stata distribuita da J-Pop nel 2014.

## Trama
In una notte di neve, ad Hachioji, a Tokyo, nel carcere femminile Hachioji: La detenuta Osayo rimasta incinta viene assistita dall'ostetrica Otora Mikazuki e delle sue assistenti. Il parto si rivela estremamente difficile e pericoloso, non potendo garantire per la sopravvivenza della madre e del nascituro. Osayo insiste affinché il bambino nasca sano non curandosi che il parto potrebbe costarle la vita, minacciando Otora di ucciderla se non fosse riuscita a fare nascere il bambino. Benché riluttante Otora infine acconsente, riuscendo a far nascere il bambino in buona salute, che si rivela essere una femmina. 
Le detenute sono alquanto tristi per il fatto che sia nata in una prigione. Osservando la notte innevata viene deciso infine di chiamarla Oyuki (Neve in giapponese: 雪). Osayo ammette che avrebbe preferito un maschio spiegando di essere stata trasferita da un altro carcere prima di quello per le sue continue relazioni con le guardie carcerarie e i monaci. Venendo diffamata dalle altre detenute, considerandola una ninfomane. 
Infatti Osayo voleva a tutti i costi rimanere incinta e dare alla luce un bambino. Consapevole che non le rimane molto da vivere, decide di raccontare la sua storia: Due anni prima, suo marito venne ucciso da un complotto a scopo di guadagno da tre uomini e di una donna: Gishiro Tsukamoto, Hanzo Takemura, Shoei Tokuichi e Okono Kitahama. Osayo venne violentata dai tre uomini per due giorni di fila, mentre il suo primo figlio Shiro di cinque anni venne ucciso brutalmente da Gishiro Tsukamoto non sopportando più i suoi pianti. Ottenuti i soldi, i quattro infine si separarono. Shoei Tokuichi rimase affascinato dalla bellezza di Sayo e fu contrario ad ucciderla, decidendo di portarla con sé. 
Aprì in seguito una piccola locanda sotto falso nome. Sayo facendo finta di essere impazzita per la violenza che le fecero, aspettò il momento giusto per ucciderlo. Pugnalandolo infine alle spalle per poi dilaniarlo. Ucciso Shoei Tokuichi, Sayo si mise poi alla ricerca dei tre rimasti, ma venne infine arrestata e portata in carcere. Sayo non rivelò nulla del motivo del suo delitto, consapevole che nessuno avrebbe fatto niente anche se avesse raccontato tutta la storia. Avendo partorito infine Oyuki, chiede a Otora che quando sarà fuori con sua figlia, una volta divenuta grande, di raccontarle la sua storia e di trovare i responsabili della morte di suo padre e del fratello, consacrando così sua figlia, sulla strada del sangue e della vendetta. Otora e le altre detenute sono rattristate per il tragico e triste destino che attende Oyuki.
Uscita infine dal carcere, avendo scontato la propria pena, Otora ottiene la custodia di Oyuki, divenendo così la sua madre adottiva. Passati alcuni anni, Oyuki, divenuta ormai una bambina, Otaru le racconta infine la storia di sua madre e della sua famiglia. Chiedendo aiuto a un amico maestro di spada e di arti marziali, Ouiki inizia un duro addestramento che la porterà a diventare una micidiale assassina tra le più famose del Giappone. Divenuta adulta, Oyoki ottiene svariate richieste di assassinio su commissione da parte della gente più variegata facendosi pagare profumatamente, considerata come l'assassina più impeccabile, riuscendo a portare a termine qualsiasi incarico che le viene affidato. 
Benché molte volte Oyuki abbia rischiato la vita nella missione, poco tempo dopo la madre di Otaru, Oyuki inizia a pellegrinare nelle città dove riceve le richieste di assassinio, cercando in primo piano, i tre responsabili della rovina della sua famiglia per ottenere la sua vendetta.

## Pubblicazione
Scritto da Kazuo Koike e illustrato da Kazuo Kamimura, Lady Snowblood è stato serializzato da Shūeisha sulla rivista Weekly Playboy dal 29 febbraio 1972 al 6 marzo 1973. I capitoli sono stati raccolti e pubblicati per la prima volta in formato tankōbon in due volumi sotto l'etichetta Playboy Zōkan, rispettivamente il 10 dicembre 1972 e il 15 marzo 1973. In seguito il manga è stato riproposto in svariate edizioni da parte di altre case editrici, le quali utilizzano sovente una diversa suddivisione in volumi e capitoli, tra cui: un'edizione in tre volumi di Studio Ship, la casa editrice di Koike, nel 1973, un'edizione in tre volumi di Akita Shoten nel 1976-1977, un'edizione in cinque volumi di Takeshobo nel 1985 e un'edizione in due volumi di Kadokawa Shoten nel 2001.
Il manga è stato tradotto in numerose lingue e pubblicato in tutto il mondo. L'edizione inglese è stata pubblicata in tre volumi da Dark Horse Comics nel 2005-2006, quella tedesca in tre volumi da Carlsen Comics nel 2006, quella brasiliana in cinque volumi da Conrad Editora, quella spagnola in tre volumi da Planeta DeAgostini nel 2006-2009 e quella francese in tre volumi da Kana nel 2007-2008. L'edizione italiana è stata distribuita da Edizioni BD sotto l'etichetta J-Pop nel 2014 in tre volumi.
| 1 | 6 settembre 2014 | ISBN 978-88-6634-954-9 |
| 1 | Capitoli - 1. Il fiume Sumida, uno yumoji e un tagliere - 2. Donne eleganti e ombrelli bagnati di sangue - 3. Amore e odio, unfilo di sangue e una confessione - 4. Petali di ciliegio e una danza in kimono con una lucida lama (PRIMA PARTE) - 4. Petali di ciliegio e una danza in kimono con una lucida lama (SECONDA PARTE) - 5. Scene di un massacro al Rokumeikan (PRIMA PARTE) - 5. Scene di un massacro al Rokumeikan (SECONDA PARTE) - 5. Scene di un massacro al Rokumeikan (TERZA PARTE) - 6. L'inestimabile valore del Gokuraku Hojicho (PRIMA PARTE) - 6. L'inestimabile valore del Gokuraku Hojicho (SECONDA PARTE) - 6. L'inestimabile valore del Gokuraku Hojicho (TERZA PARTE) |                        |
| 2 | 6 settembre 2014 | ISBN 978-88-6634-955-6 |
| 2 | Capitoli - 6. L'inestimabile valore del Gokuraku Hojicho (QUARTA PARTE) - 7. Un duro addestramento e un viso bello come un fiore - 8. Un banco dei pegni di vite umane e una spietata resa dei conti - 9. Genjiro il ricattatore e la canzone dell'uomo ombra (PRIMA PARTE) - 9. Genjiro il ricattatore e la canzone dell'uomo ombra (SECONDA PARTE) - 10. La strana storia dell'apertura della grotta celeste (PRIMA PARTE) - 10. La strana storia dell'apertura della grotta celeste (SECONDA PARTE) |                        |
| 3 | 6 settembre 2014 | ISBN 978-88-6634-956-3 |
| 3 | Capitoli - 11. Il maestro errante, genio della truffa (PRIMA PARTE) - 11. Il maestro errante, genio della truffa (SECONDA PARTE) - 12. La primavera della vita, un camice bianco e una partitura di lacrime (PRIMA PARTE) - 12. La primavera della vita, un camice bianco e una partitura di lacrime (SECONDA PARTE) - 13. La confessione di un fotografo osceno (PRIMA PARTE) - 13. La confessione di un fotografo osceno (SECONDA PARTE) - 14. Il resoconto del contrattacco di Gishiro - Ultimo. Le lacrime del bambù |                        |

## Eredità culturale
Dal manga è stato tratto il film di culto Lady Snowblood (1973) e il rispettivo sequel Lady Snowblood: Love Song of Vengeance, che hanno a loro volta ispirato Kill Bill di Quentin Tarantino. Nel 2001 è uscito Princess Blade, adattamento più libero e meno noto.